# Ne wer, ne boisja
Ne wer, ne boisja (russisch Не верь, не бойся; deutsch: „Glaube nicht, fürchte nicht“), häufig auch Ne wer, ne boisja, ne prosi (russisch Не верь, не бойся, не проси, deutsch: „Glaube nicht, fürchte nicht, bitte nicht“), ist ein Lied des russischen Duos t.A.T.u. aus dem Jahr 2003. t.A.T.u. traten mit diesem Lied (unter Verwendung der englischen Umschrift Ne Ver’, Ne Boisia) für Russland beim Eurovision Song Contest 2003 in der lettischen Hauptstadt Riga an und erreichten Platz 3, knapp hinter Belgien und dem Siegerlied aus der Türkei.

## Entstehung
Mars Lasar und Iwan Schapowalow verfassten den Liedtext zu Ne wer, ne boisja, während Waleri Poljenko die Musik komponierte. Laut Mars Lasar produzierten Schapowalow und er das Lied ohne sich dabei getroffen zu haben. Stattdessen schickten sie sich gegenseitig über das Internet MP3-Dateien – Schapowalow in Russland, Lasar in den Vereinigten Staaten.
Der Liedtitel leitet sich aus dem Ausspruch eines russischen Gulag-Häftlings ab, der durch Alexander Solschenizyns Werk Der Archipel Gulag in den allgemeinen russischen Sprachgebrauch Einzug fand. Die Redewendung war in den 1930er Jahren unter den Gulag-Häftlingen aufgekommen und ist bis heute unter Gefängnisinsassen verbreitet. Hauptintention dieses Ausspruches ist es, keinem anderen Häftling oder der Gefängnisverwaltung zu vertrauen, keine Angst zu haben, da Opferhaltung Gewalt hervorruft, und nicht zu betteln. Bezugnehmend auf die Bedeutung des Liedtitels, sind im Musikvideo zu Ne wer, ne boisja auch einige Szenen zu sehen, in denen t.A.T.u.-Sängerin Julija Wolkowa in einer Gefängniszelle ausharrt und schließlich von Jelena Katina befreit wird. Beide Sängerinnen sagten, das Lied solle Menschen zu mehr Selbstvertrauen ermutigen.

## Veröffentlichung
Eine offizielle Single zu dem Lied existiert nicht, es wurde nur als Promo-CD und als Musikvideo veröffentlicht. Das besagte Musikvideo zeigt Video-Zusammenschnitte aus den Jugoslawienkriegen, von verschiedenen Demonstrationen und Verkehrsunfällen sowie Videos der beiden Sängerinnen Jelena Katina und Julija Wolkowa. 2008 wurde das Musikvideo auf dem offiziellen Youtube-Kanal der Band hochgeladen. Allerdings ist der Song auf mehreren anderen Veröffentlichungen der Band zu finden, so zum Beispiel auf der Deluxe-Edition ihres englischsprachigen Debütalbums 200 km/h in the Wrong Lane, der Maxi-Single zu Not Gonna Get Us, dem Remix-Album t.A.T.u. Remixes und dem Kompilations-Album t.A.T.u. The Best.
Zur Promotion der Band und des Songs, vor allem im Vorfeld des Eurovision Song Contests, wurde eine Promo-Version des Liedes veröffentlicht. Diese wurde auch vom polnischen Musiksender VIVA ausgestrahlt, das Musikvideo ist dabei bei beiden Versionen unterschiedlich.

## Erfolg und Kritik
Das Lied erreichte den zweiten Platz der russischen Radio-Airplaycharts und hielt sich zehn Wochen lang in den Top-10. In der belgischen Hitparade erreichte Ne wer, ne boisja Platz 27 und stand sechs Wochen lang in den Charts. In Schweden erreichte das Lied Platz sechs und war drei Wochen lang in den Top-20-Charts vertreten.
Die FAZ schrieb über das Lied, es habe einen „melodischen Einstieg“, auf den „ein Refrain wie ein einziger, energiegeladener Schrei“ folge. Der ARD-Auslandsrundfunk Deutsche Welle bezeichnete Ne wer, ne boisja als „zeitgemäßen, gut gemachten Pop-Song“. Der russische Radiosender Hit FM zeichnete das Lied als „100 Pound Hit“ aus. Es war das dritte Jahr in Folge, in dem t.A.T.u. diesen Preis für eines ihrer Lieder erhalten hatten.

## Eurovision Song Contest
Der russische Fernsehsender Perwy kanal wählte das Lied ohne vorherige Vorentscheidung als russischen Beitrag für den Eurovision Song Contest 2003 im lettischen Riga aus. Beim internationalen Wettbewerb wurde es auf Startplatz elf, hinter Lou aus Deutschland mit Let’s Get Happy und vor der Spanierin Beth (Dime), vorgetragen. Der Anfang und das Ende vom Auftritt sowie Wertungen für Russland wurden durch das Publikum mit Buhrufen quittiert. Gründe hierfür waren die ohnehin gespannten Beziehungen zwischen Russland und Lettland sowie negative Äußerungen der beiden Sängerinnen zur Veranstaltung bei einer vorherigen Pressekonferenz. („Alles hier ist schrecklich. Die Bühne, das Licht, alles ist grässlich.“)
Im Zuge der engen Wertung erhielt Ne wer, ne boisja 164 Punkte, lag lediglich drei Punkte hinter dem Siegerlied aus der Türkei, Everyway That I Can von Sertab Erener, sowie einen Punkt hinter dem belgischen Lied, Sanomi von Urban Trad, und erreichte damit Platz drei. Dabei bekam Russland nur aus zwei Ländern – Irland und dem Vereinigten Königreich – keine Punkte. Der russische Fernsehsender Perwy kanal scheiterte später mit einer Klage bei der European Broadcasting Union und dem Vorwurf, die Telefonabstimmung in diesen beiden Ländern sei manipuliert worden. → Siehe Hauptartikel: Eurovision Song Contest 2003
| Punkte | Länder                                          |
| ------ | ----------------------------------------------- |
| 12     | Estland, Kroatien, Lettland, Slowenien, Ukraine |
| 10     | Griechenland, Israel, Türkei, Zypern            |
| 8      | Deutschland, Österreich                         |
| 7      | Belgien, Frankreich, Rumänien                   |
| 6      | Spanien                                         |
| 5      | –                                               |
| 4      | Island, Polen, Portugal                         |
| 3      | Bosnien und Herzegowina                         |
| 2      | Norwegen, Schweden                              |
| 1      | Malta, Niederlande                              |
| 0      | Irland, Vereinigtes Königreich                  |